# Берніссар

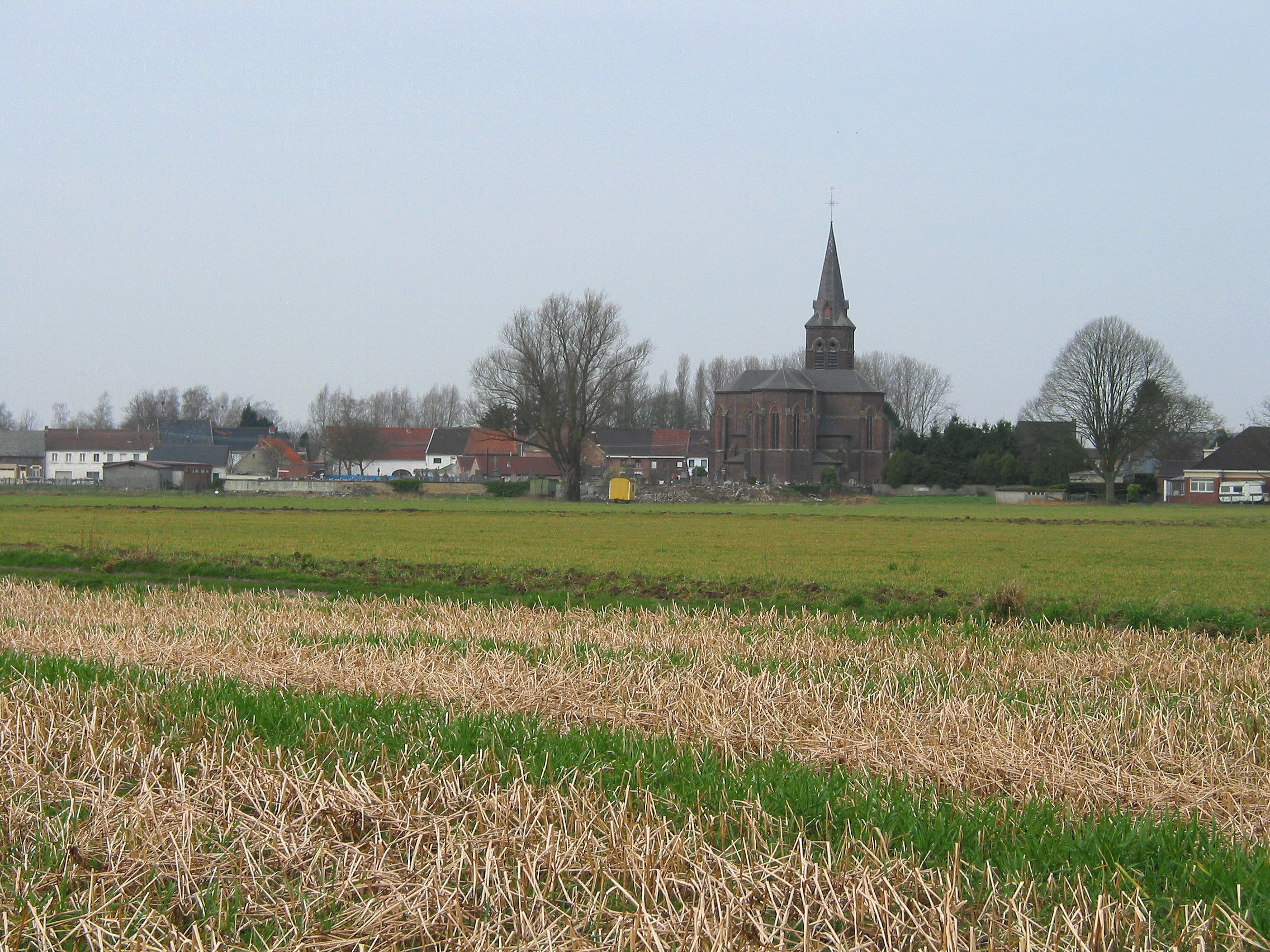
Вид на Берніссар

Берніссар — це комуна франкомовної громади Бельгії, що знаходиться в регіоні Валлонія в провінції Ено. Станом на 1 січня 2006 року загальна чисельність населення становила 11 458 осіб. Загальна площа  — 43,42 км², густота населення — 264 мешканців на км², з яких 48,02 % — чоловіки і 51,98 % — жінки. Муніципалітет включає село Блатон, колишній незалежний муніципалітет.